# Сюе Фаня
Сюе Фаня (кит.: 薛范; 21 вересня 1934, Шанхай — 2 вересня 2022, там само) — китайський музикознавець, перекладач. Переклав близько 2000 іноземних пісень, більше половини з яких російською, українською та білоруською мовами. У листопаді 1997 року тодішній президент Росії Борис Єльцин нагородив його в Пекіні Орден Дружби на знак визнання його внеску в культурні обміни між Китаєм і Росією.